# Andy Tennant

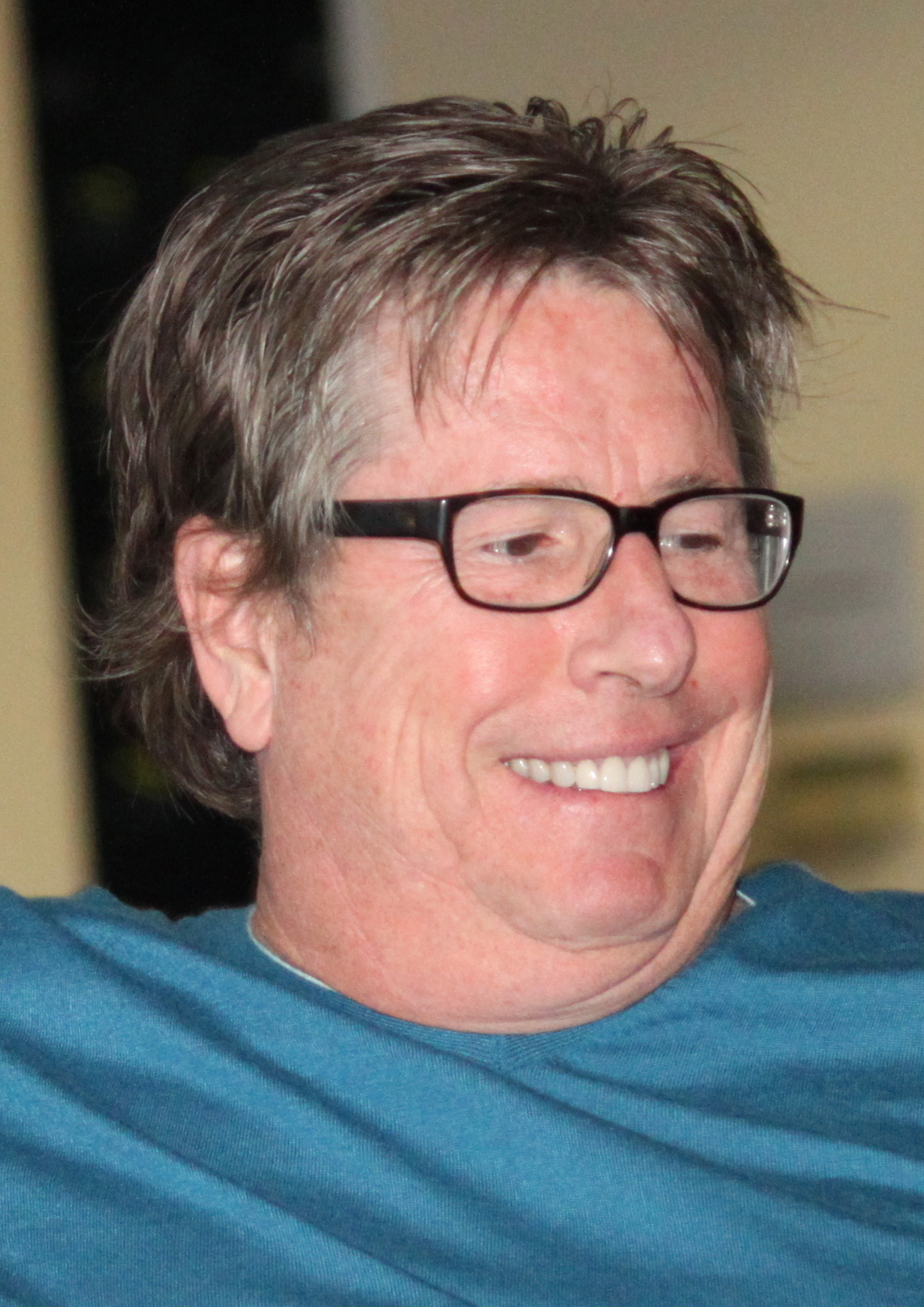
Andy Tennant

Andy Tennant (Chicago, Illinois, 15 de Junho de 1955) é um cineasta estadunidense que realiza filmes de comédias românticas.
Em 1995, Andy Tennant realizou It Takes Two com Kirstie Alley, Steve Guttenberg, Mary-Kate Olsen e Ashley Olsen. 2 anos depois, em 1997, dirigiu Fools Rush In com Matthew Perry e Salma Hayek. Em 1998, assinou Ever After com Drew Barrymore e Anjelica Huston no papel da malvada madrasta. Em 1999, Tennant realizou Anna and the King com Jodie Foster e Chow Yun-Fat. 3 anos depois, em 2002 assinou Sweet Home Alabama com Reese Witherspoon. Em 2005, Tennant realizou na sua volta à Columbia Pictures o filme Hitch com Will Smith e Eva Mendes. Desta vez em 2008, assinou Fool's Gold com Matthew McConaughey, Kate Hudson e Donald Sutherland e em 2010, Tennant dirigiu uma comédia de ação The Bounty Hunter com Jennifer Aniston e Gerard Butler.